# Говард Бейкер
Го́вард Ге́нрі Бе́йкер-моло́дший (англ. Howard Henry Baker, Jr.; нар. 15 листопада 1925, Гантсвілл, Теннессі — пом. 26 червня 2014, там само) — американський політик. Член Республіканської партії. Він був сенатором США від штату Теннессі з 1967 по 1985, главою Адміністрації Президента США з 1987 по 1988 і послом США в Японії з 2001 по 2005. Бейкер був відомий своїми навичками посередництва і тому мав прізвисько «Великий посередник» під час свого перебування в Сенаті.
Навчався в Університеті Тулейн у Новому Орлеані й Університеті Сівані. Він служив у ВМС США з 1943 по 1946, після чого у 1949 році закінчив Коледж права Університеті Теннессі. Потім Бейкер почав свою кар'єру як юрист у штаті Теннессі.
У 1984 році він був нагороджений Президентською медаллю Свободи.